# Elisa Confortola
Elisa Confortola (* 2. April 2002 in Sondalo) ist eine italienische Shorttrackerin.

## Werdegang
Confortola, die für die G. S. Fiamme Oro startet, begann im Alter von sechs Jahren mit dem Shorttrack und trat international erstmals bei den Juniorenweltmeisterschaften 2018 in Tomaszów Mazowiecki in Erscheinung. Dort kam sie auf den 22. Platz im Mehrkampf und gewann mit der Staffel die Bronzemedaille. Im folgenden Jahr wiederholte sie diesen Erfolg bei den Juniorenweltmeisterschaften in Montreal und errang zudem den 27. Platz über 500 m, den 16. Platz über 1000 m sowie den 13. Platz über 1500 m. In der Saison 2019/20 wurde sie bei den Olympischen Jugend-Winterspielen 2020 in Lausanne Achte über 1000 m, Fünfte über 500 m sowie Vierte mit der Mixed-Staffel und holte bei den Juniorenweltmeisterschaften 2020 in Bormio erneut die Bronzemedaille mit der Staffel. In den Einzelrennen dort erreichte sie den 17. Platz über 500 m, den neunten Rang über 1000 m und den achten Platz über 1500 m. In der Saison 2021/22 nahm sie in Nagoya erstmals am Shorttrack-Weltcup teil, wobei sie den 39. Platz über 1000 m errang und lief bei den Weltmeisterschaften 2022 in Montreal auf den vierten Platz mit der Staffel. In der folgenden Saison erreichte sie Montreal sowie in Salt Lake City mit dritten Plätzen mit der Staffel ihre ersten Podestplatzierungen im Weltcup und gewann bei den Europameisterschaften 2023 in Danzig mit der Staffel und mit der Mixed-Staffel jeweils die Bronzemedaille. Zudem belegte sie dort den 13. Platz über 1000 m sowie den sechsten Rang über 1500 m und beim Saisonhöhepunkt, den Weltmeisterschaften 2023 in Seoul den 25. Platz über 1500 m, den 22. Rang über 1000 m sowie den vierten Platz mit der Staffel. 
Im Jahr 2024 lief Confortola bei den Weltmeisterschaften in Rotterdam auf den 13. Platz über 1000 m sowie auf den sechsten Rang mit der Staffel und holte bei den Europameisterschaften in Danzig die Silbermedaille mit der Staffel sowie die Goldmedaille über 1500 m. Zudem errang sie dort den 14. Platz über 1000 m. Zu Beginn der Saison 2024/25 holte sie in Montreal mit der Staffel ihren ersten Weltcupsieg und errang dort in der folgenden Woche den zweiten Platz mit der Staffel. Es folgten drei zweite Plätze mit der Staffel sowie in Tilburg der zweite Plätze über 1500 m und in Mailand der dritte Rang über 1000 m. Sie wurde damit Neunte im Gesamtweltcup, Achte im Weltcup über 1000 m und Fünfte im Weltcup über 1500 m. Bei den Europameisterschaften 2025 in Dresden gewann sie über 1000 m und 1500 m jeweils die Bronzemedaille und mit der Staffel die Goldmedaille. Zudem errang sie dort mit der Mixed-Staffel den vierten Platz. Beim Saisonhöhepunkt, den Weltmeisterschaften 2025 in Peking, wurde sie Zehnte mit der Staffel, Sechste über 1000 m und Vierte über 1500 m. Mit der Mixed-Staffel holte sie dort die Silbermedaille.

## Erfolge

### Weltmeisterschaften
- 2022 Montreal: 4. Platz Staffel
- 2023 Seoul: 4. Platz Staffel, 22. Platz 1000 m, 25. Platz 1500 m
- 2024 Rotterdam: 6. Platz Staffel, 13. Platz 1000 m
- 2025 Peking: 2. Platz Mixed-Staffel, 4. Platz 1500 m, 6. Platz 1000 m, 10. Platz Staffel

### Europameisterschaften
- 2023 Danzig: 3. Platz Mixed-Staffel, 3. Platz Staffel, 6. Platz 1500 m, 13. Platz 1000 m
- 2024 Danzig: 1. Platz 1500 m, 2. Platz Staffel, 14. Platz 1000 m
- 2025 Dresden: 1. Platz Staffel, 3. Platz 1000 m, 3. Platz 1500 m, 4. Platz Mixed-Staffel

### Platzierungen im Weltcup

#### Weltcupsiege im Team
| Nr. | Datum            | Ort        |
| --- | ---------------- | ---------- |
| 1.  | 26. Oktober 2024 | Montreal 1 |

#### Weltcup-Gesamtplatzierungen
| Saison  | Gesamt | Gesamt | 1000 m | 1000 m | 1500 m | 1500 m |
| Saison  | Punkte | Platz  | Punkte | Platz  | Punkte | Platz  |
| ------- | ------ | ------ | ------ | ------ | ------ | ------ |
| 2021/22 | –      | –      | 6      | 63.    | –      | –      |
| 2022/23 | 154    | 34.    | 76     | 24.    | 78     | 22.    |
| 2023/24 | 260    | 24.    | 158    | 14.    | 102    | 22.    |
| 2024/25 | 496    | 9.     | 190    | 8.     | 274    | 5.     |

### Persönliche Bestzeiten
| Distanz | Zeit         | Datum            | Ort     |
| ------- | ------------ | ---------------- | ------- |
| 500 m   | 43,738 s     | 25. Januar 2025  | Bormio  |
| 1000 m  | 1:28,409 min | 7. Dezember 2024 | Peking  |
| 1500 m  | 2:19,406 min | 16. Februar 2025 | Mailand |
| 3000 m  | 5:37,865 min | 7. November 2021 | Bormio  |